# Dactylia illawarra
Dactylia illawarra är en svampdjursart som först beskrevs av Lendenfeld 1889.  Dactylia illawarra ingår i släktet Dactylia och familjen Callyspongiidae. Inga underarter finns listade i Catalogue of Life.